# Puente Sami
El Puente Sami (en finés: Saamen silta; en noruego: Samelandsbrua) es un puente atirantado que lleva a la ruta europea E75 a través del río Tana entre el condado de Finnmark en Noruega y el municipio Utsjoki de Finlandia. El puente es de 316 metros (1.037 pies) de largo, y el vano principal es de 155 m (509 pies).
El puente Sami fue inaugurado en 1993.